# A Székelyföld leírása
A Székelyföld leírása báró Orbán Balázs székelyföldi író, néprajzi gyűjtő ismeretterjesztő könyve, amely Székelyföld történelmét, természetrajzát és néprajzát mutatja be. 1868-ban jelent meg Pesten.
A képeket a szerző és Mezei József fényképei és rajzai alapján Keleti Gusztáv, Greguss János, Országh Antal, Doby Rezső és Malahovszky Nándor rajzolta fára, Rusz Károly metszette. Az első kiadás Panda és Frohna könyvnyomdájában készült.

## Részei
A könyv az előszó mellett hat fő részből áll, címeik:
- Udvarhelyszék
- Csík-szék
- Háromszék
- Marosszék
- Aranyosszék
- Barczaság